# Ngựa Waler
Ngựa Waler là một giống ngựa cưỡi có nguồn gốc từ Úc được phát triển từ những con ngựa được đưa đến các thuộc địa của Úc vào thế kỷ 19. Tên của giống ngựa này xuất phát từ nguồn gốc sinh sản của chúng ở New South Wales; Chúng ban đầu được gọi là "New South Walers".

## Lịch sử
Ngựa Úc được gửi ra nước ngoài từ những năm 1830; giữa những năm 1840 và 1940, có một giao dịch ngựa Waler ổn định cho Quân đội Ấn Độ thuộc Anh.
Trong hai cuộc chiến tranh của Úc đầu thế kỷ 20 - Chiến tranh Boer thứ hai và Chiến tranh thế giới thứ nhất — Waler là xương sống của lực lượng Chiến dịch Kỵ binh Tia sáng Úc. Ngựa Waler đặc biệt thích hợp để làm việc trong khí hậu khắc nghiệt của Bán đảo Sinai và Palestine, nơi nó tỏ ra vượt trội so với con lạc đà trong vai trò là một phương tiện vận chuyển các cơ quan quân đội lớn.
Trong Chiến tranh Boer, Úc đã gửi 16.314 con ngựa ra nước ngoài để sử dụng bởi Lực lượng Bộ binh Úc. Trong Chiến tranh thế giới thứ nhất, 121.324 con ngựa Waler đã được gửi ra nước ngoài cho quân đội đồng minh ở châu Phi, châu Âu, Ấn Độ và Palestine. Trong số này, 39.348 con đã phục vụ cho Lực lượng Hoàng gia Úc đầu tiên, chủ yếu ở Trung Đông, trong khi 81.976 con ngựa giống này đã được gửi đến Ấn Độ.